# Samsung Galaxy Avant
El Samsung Galaxy Avant fue un teléfono inteligente de gama media lanzado por Samsung en julio de 2014. Solo estaba disponible en la red T-Mobile en los Estados Unidos, aunque se podía comprar tanto con contrato como sin él. Este teléfono se vendió al por menor por $230, lo que lo convierte en una de las ofertas más económicas de T-Mobile. El Galaxy Avant también estaría disponible en Canadá bajo el nombre de Samsung Galaxy Core LTE. Si bien este teléfono fue elogiado por su bajo precio y rendimiento decente, también fue criticado por su pantalla y cámara deficientes. A menudo se decía que esta pantalla tenía colores desteñidos y falta de nitidez, probablemente como resultado del panel TFT utilizado. Este teléfono recibió algunas actualizaciones de software oficiales, pero nunca se actualizó más allá de Android KitKat.

## Rooteo y ROM personalizadas
Poco después del lanzamiento de este teléfono, se descubrió un método para obtener acceso de root en el Galaxy Avant. Para rootear el teléfono, se debe flashear un paquete raíz a través de Odin en una PC, que luego se puede usar para flashear una recuperación personalizada, lo que permite flashear más ROM. A pesar de estar rooteado y tener TWRP disponible, este dispositivo no recibió ningún soporte más allá de Android 4.4.4, sin embargo, se creó una ROM modificada que proporcionaba parte del diseño y la funcionalidad de Android Marshmallow.